# Køge Bugt Privatskole
Køge Bugt Privatskole er en privatskole, der er beliggende i Solrød. Skolen blev grundlagt i 1979. 
Skolen har ti klasser fra 0. klasse til 9. klasse. Der er et spor på hvert klassetrin. Der går 24 elever i hver klasse og i alt 240 elever på skolen.
Man får tysk i 4. klasse og fransk i 6. klasse. 

## Ekstern henvisning
- Køge Bugt Privatskole Arkiveret 8. august 2018 hos  Wayback Machine – skolens hjemmeside

| Skole | Spire Denne artikel om en skole, en uddannelsesinstitution eller uddannelse er en spire som bør udbygges. Du er velkommen til at hjælpe Wikipedia ved at udvide den. |